# Xiamen, Fuding
Xiamen (kinesiska: 硖门) är en etnisk minoritetssocken för shefolket i sydöstra Kina. Den ligger i Fuding i staden Ningde i provinsen Fujian, omkring 140 kilometer nordost om provinshuvudstaden Fuzhou. Antalet invånare är 13 506. Befolkningen består av 6 158 kvinnor och 7 348 män. Barn under 15 år utgör 15,0 %, vuxna 15-64 år 75 %, och äldre över 65 år 9,0 %.